# Charbel Makhlouf
Charbel Makhlouf, O.L.M. (Arabisch: شربل مخلوف) (Beka Kafra (Bsharri), 8 mei 1828 - Annaya (Jbeil), 24 december 1898) was een maronitische monnik en priester uit Libanon. Tijdens zijn leven verwierf hij een brede reputatie voor zijn heiligheid, en voor zijn vermogen om christenen en moslims te verenigen. Hij wordt door de katholieke kerk als heilige vereerd.
Hij werd in Beka Kafra geboren als zoon van een boer en kreeg de naam Joessef. Hij trad op zijn 23e in het Onze-Lieve-Vrouwklooster te Maifuq en nam de kloosternaam Charbel aan. Hij legde in 1851 zijn eeuwige geloften af in de abdij Mar Maroun (Heilige Maron) te Annaya. Hij leefde er voornamelijk als kluizenaar.
Zijn relieken rusten in dit klooster. Hij werd heilig verklaard in 1977 door Paus Paulus VI.
De maronitische monniken aan wie de abdij van Bois-Seigneur-Isaac in België werd toevertrouwd, brachten relikwieën van de heilige Charbel mee.